# Gramatofilum
Gramatofilum (lat. Grammatophyllum), biljni rod iz porodice kaćunovki. Pripada mu desetak vrsta trajnica koje rastu po kišnim šumama na Filipinima, Indokini, Indoneziji, Novoj Gvineji i nekim otocima uPacifiku.
Među ovim vrstama ističe se po svojoj veličini G.speciosum, koja se sa svojom visinom od 7.62 metara (25 stopa) nalazi u Guinnessovoj knjigi rekorda, str. 42.

## Vrste
1. Grammatophyllum elegans Rchb.f.
2. Grammatophyllum kinabaluense Ames & C.Schweinf.
3. Grammatophyllum martae Quisumb. ex Valmayor & D.Tiu
4. Grammatophyllum measuresianum Sander
5. Grammatophyllum multiflorum Lindl.
6. Grammatophyllum pantherinum Rchb.f.
7. Grammatophyllum ravanii D.Tiu
8. Grammatophyllum rumphianum Miq.
9. Grammatophyllum schmidtianum Schltr.
10. Grammatophyllum scriptum (L.) Blume
11. Grammatophyllum speciosum Blume
12. Grammatophyllum stapeliiflorum (Teijsm. & Binn.) J.J.Sm.
13. Grammatophyllum wallisii Rchb.f.